# Jim Moran
James Patrick "Jim" Moran Jr. (født 16. maj 1945 i Buffalo, New York) har repræsenteret det 8. distrikt i Virginia i Kongressen siden 1991. Han er medlem af det demokratiske parti.
Hans broder Brian Moran, er medlem af Virginia House of Delegates.